# TSI (Motorentechnik)

TSI-Logo

TSI (Abkürzung für Twincharged oder Turbocharged Stratified Injection) ist die Markenbezeichnung für aufgeladene Ottomotoren (Benzinmotor) beim Automobilkonzern Volkswagen. Das Ziel dieser Technik ist, Motoren mit kleinerem Hubraum, welche gegenüber Motoren mit größerem Hubraum einen Verbrauchsvorteil haben sollen, mit mehr Leistung und höherem Drehmoment zu versehen: Ein direkteinspritzender Ottomotor wird dabei mit einem Abgasturbolader oder zwei verschiedenen Ladern aufgeladen. Der erste TSI-Motor war im Jahr 2005 ein doppelt aufgeladener 1,4-Liter-Motor. Im Mai 2015 wurde die neue Generation des sogenannten W12 als TSI vorgestellt. Diese Motorentechnik wird bei Audi ausschließlich als TFSI (Abkürzung für Turbo Fuel Stratified Injection) bezeichnet. Das technische Äquivalent zum TSI beim Dieselmotor wird als TDI bezeichnet.

## Twincharged Stratified Injection
Bei der Twincharged Stratified Injection kommen zwei Lader zum Einsatz. Der erste ist ein mechanischer Drehkolbenlader (Kompressor) im Schraubenverdichter-Prinzip arbeitend, der im unteren Drehzahlbereich (bereits ab Leerlaufdrehzahl) die angesaugte Luft verdichtet. Ab einer Drehzahl von etwa 2000/min steuert dann eine Regelklappe die Beteiligung des Kompressors an der Aufladung. Zusätzlich beginnt hier die Verdichtung durch den zweiten Lader, einen Abgasturbolader, der ab etwa 3500/min alleine die Aufladung des Motors übernimmt. Der Kompressor wird dann über eine Magnetkupplung abgetrennt.
Mit dieser Technik entfallen die größten Nachteile der beiden Lader:
- Das „Turboloch“ des Abgasturboladers in den unteren Drehzahlen wird durch den Einsatz des Kompressors überbrückt.
- Der Kompressor wird bei höheren Drehzahlen von der Kurbelwelle getrennt und entzieht dem Motor somit keine Leistung mehr.

In ähnlicher Form wurde die kombinierte Aufladung eines Benzinmotors durch Kompressor und Turbolader bereits in den 1980er-Jahren in den 200 Serienfahrzeugen des Gruppe-B-Rallyefahrzeuges Lancia Delta S4 eingesetzt.
Die doppelt aufgeladenen TSI-Aggregate von Volkswagen entwickeln aus einem Liter Hubraum bis zu 98 kW (133 PS). Zum Einsatz kamen 2012 mehrere Versionen für verschiedene Modelle:
| Hubraum  | Leistung        | Drehmoment | Verwendung |
| -------- | --------------- | ---------- | --- |
| 1390 cm³ | 103 kW (140 PS) | 220 Nm     | VW Golf V, Golf Plus, Golf V Variant, VW Jetta V, Touran                                                                      |
| 1390 cm³ | 81 kW (110 PS)  | 220 Nm     | Seat Ibiza IV FR |
| 1390 cm³ | 110 kW (150 PS) | 220 Nm     | VW Passat B6, B7 und Touran „EcoFuel“ (Erdgasmotor)                                                                           |
| 1390 cm³ | 110 kW (150 PS) | 240 Nm     | VW Tiguan, VW Sharan II, Seat Alhambra                                                                                        |
| 1390 cm³ | 118 kW (160 PS) | 240 Nm     | VW CC, VW Beetle, VW Eos, Golf V Variant, Golf VI (alle), Golf Plus, VW Jetta V und Jetta VI, Passat B7, Scirocco III, Tiguan |
| 1390 cm³ | 125 kW (170 PS) | 240 Nm     | VW Golf V GT, Golf Plus, Jetta V, VW Touran                                                                                   |
| 1390 cm³ | 132 kW (180 PS) | 250 Nm     | Seat Ibiza IV Cupra, Škoda Fabia II RS, VW Polo V GTI                                                                         |
| 1390 cm³ | 136 kW (185 PS) | 250 Nm     | Audi A1 |

## Turbocharged Stratified Injection

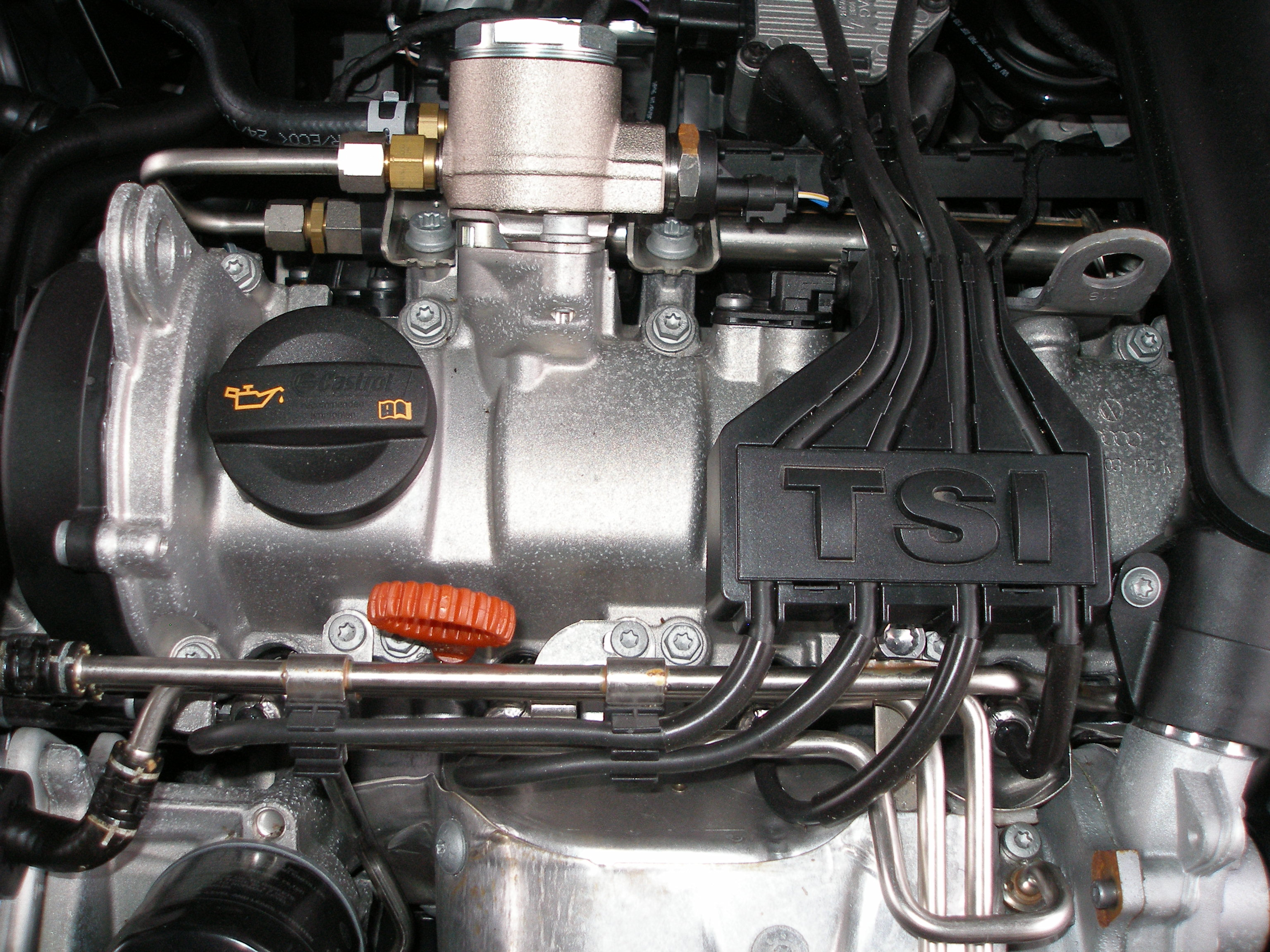
1,2-l-TSI-Motor 63 kW (86 PS)

Während VW unter der Motorenbezeichnung TSI ursprünglich nur die oben genannten doppelt aufgeladenen Motoren verkaufte (Twincharged Stratified Injection), werden seit Modelljahr 2008 kontinuierlich auch die bisherigen nur turbogeladenen Motoren mit Benzindirekteinspritzung als Turbocharged Stratified Injection (TSI) weitergeführt. Ebenso basieren neuere Motoren auf einer neuen Grundmotorkonstruktion, die unter anderem über eine Steuerkette anstatt eines Zahnriemens sowie eine volumenstromgeregelte Ölpumpe verfügen.
Da VW nicht mehr am Schichtladeprinzip festhält, sind die Kürzel TSI bzw. TFSI nur noch Markennamen. So wurden zuvor bereits die Saugmotoren 1.6 FSI und 2.0 FSI Ende 2005 von Schichtladung im Teillastbetrieb auf konventionellen Homogenbetrieb umgestellt. Damit entfiel auch der zuvor nötige Stickoxidespeicherkatalysator.
Seit 2007 wird als Einstiegsmotor ebenfalls ein 1,4-l-Motor mit dieser TSI-Technik angeboten. Durch die Leistung von 90/92 kW (122/125 PS) und maximal 200 Nm Drehmoment konnte auf eine zusätzliche Aufladung mittels Kompressor verzichtet werden. Eine zusätzliche Besonderheit dieses Motors ist der in das Saugrohr integrierte Ladeluftkühler. Ebenso wurde der Motorblock den Leistungsverhältnissen angepasst und im Gewicht optimiert sowie ein kleinerer Turbolader eingebaut. Ein weiterer Downsizing-Schritt folgte Ende 2009 mit dem 1,2-l-TSI-Motor (77 kW/105 PS), der seit 2010 auch mit 63 kW (86 PS) erhältlich ist.
Ab 2012 werden im Rahmen der Strategie des modularen Querbaukastens die bisherigen TSI-Motoren bis hin zum 1,4-l-TSI-Motor grundlegend modifiziert. Die Motoren der neuen Baureihe EA211 sind leichter (beim 1,4-Liter-TSI um 22 kg) und durchgängiger modularisiert. Im Vergleich zur Vorgängerbaureihe EA111 wird anstatt der Steuerkette ein Zahnriemen verwendet. Das Kurbelgehäuse besteht aus Aluminiumdruckguss und nicht mehr aus Grauguss. Eine besondere Neuerung ist die Möglichkeit der Zylinderabschaltung der beiden mittleren Zylinder beim 1,4-l-Motor. Weitere Merkmale des modular aufgebauten Motors sind ein im Zylinderkopfdeckel integriertes Ventiltriebsmodul (iVM) mit variabler Ventilsteuerung der Einlassventile (beim 1,4-l-TSI mit 103 kW auch die Auslassventile), ein im Zylinderkopf integrierter wassergekühlter Abgaskrümmer, sowie eine Zweikreiskühlung.
Im Mai 2016 stellte Volkswagen den VW EA211 evo vor; zunächst mit 1,5 l Hubraum (von vormals 1,4 l). Bei ihm werden das Miller-Brennverfahren, was auch Grund für die Hubraumerhöhung ist, und Zylinderabschaltung eingesetzt. Der Einspritzdruck liegt bei 350 bar. Weiter wird ein Turbolader mit verstellbaren Schaufeln verwendet.
| Mittels Turbo aufgeladene Motoren | Mittels Turbo aufgeladene Motoren | Mittels Turbo aufgeladene Motoren |
| Hubraum                           | Leistung                          | Fahrzeuge |
| Dreizylinder-Reihenmotoren        | Dreizylinder-Reihenmotoren        | Dreizylinder-Reihenmotoren |
| --------------------------------- | --------------------------------- | --- |
| 1,0 l (999 cm³)                   | 60 kW (82 PS)                     | Audi A1 |
| 1,0 l (999 cm³)                   | 63 kW (85 PS)                     | VW Golf VII |
| 1,0 l (999 cm³)                   | 66 kW (90 PS)                     | VW up! |
| 1,0 l (999 cm³)                   | 70 kW (95 PS)                     | Audi A1, Seat Arona, Seat Ibiza IV, Škoda Fabia III, VW Polo V, VW Polo VI |
| 1,0 l (999 cm³)                   | 81 kW (110 PS)                    | Seat Ibiza IV, Škoda Fabia III, VW Golf VII, VW Polo V |
| 1,0 l (999 cm³)                   | 85 kW (115 PS)                    | Audi A3 8V, Audi Q2, Seat Arona, Seat Ateca, Seat Leon III, Seat Ibiza V, Škoda Octavia III, VW Golf VII, VW Polo VI, VW up! GTI, VW T-Roc |
| Vierzylinder-Reihenmotoren        |                                   | |
| 1,2 l (1197 cm³)                  | 63 kW (86 PS)                     | Audi A1, Seat Leon III, Seat Toledo III, Škoda Fabia II, Octavia III, Škoda Rapid, Roomster, VW Caddy, VW Golf VI, VW Golf VII, Golf Plus, VW Golf Sportsvan |
| 1,2 l (1197 cm³)                  | 66 kW (90 PS)                     | Seat Ibiza IV, Seat Toledo III, Škoda Fabia III, Škoda Rapid, VW Polo V |
| 1,2 l (1197 cm³)                  | 77 kW (105 PS)                    | Audi A3 8P, Seat Altea, Seat Ibiza IV, Seat Leon II (1P), Seat Leon III, Seat Toledo III, Škoda Fabia II, Octavia II, Octavia III, Škoda Rapid, Škoda Roomster, Škoda Yeti, VW Beetle, VW Golf VI, VW Golf VII, VW Golf Cabriolet, Golf Plus, VW Jetta VI, VW Polo V |
| 1,2 l (1197 cm³)                  | 81 kW (110 PS)                    | Audi A3 8V, Seat Leon III, Škoda Fabia III, Octavia III, Škoda Rapid, Škoda Yeti, VW Golf VII, VW Golf Sportsvan, VW Polo V, VW Touran II |
| 1,4 l (1390 cm³)                  | 90 kW (122 PS)                    | Audi A1, Seat Toledo IV, Škoda Octavia II, Škoda Rapid, Škoda Yeti, VW Eos, Golf V, Golf VI, Golf Plus, Golf Cabriolet, VW Jetta V, VW Jetta VI, VW Passat B6, Scirocco III, Tiguan                                                                                  |
| 1,4 l (1390 cm³)                  | 92 kW (125 PS)                    | Audi A3 8P, Seat Altea, Altea XL, Seat Leon II, Seat Toledo III, Škoda Superb II |
| 1,4 l (Gas) (1395 cm³)            | 81 kW (110 PS)                    | Audi A3 8V, Seat Leon III, Octavia III, VW Golf VII |
| 1,4 l (Gas) (1395 cm³)            | 90 kW (122 PS)                    | Audi A3 8V, Seat Leon III, VW Golf VII |
| 1,4 l (Gas) (1395 cm³)            | 92 kW (125 PS)                    | Audi A1, Audi A3 8V, Seat Leon III, Škoda Rapid, Škoda Superb III, Škoda Yeti, VW Golf VII, VW Passat B8, VW Golf Sportsvan, VW Scirocco III, VW Tiguan I, VW Tiguan II, VW Caddy IV                                                                                 |
| 1,4 l (Gas) (1395 cm³)            | 103 kW (140 PS)                   | Audi A1, Audi A3 8V, Seat Leon III, Seat Ibiza IV, Škoda Octavia III, VW Golf VII, VW Polo V |
| 1,4 l (Gas) (1395 cm³)            | 110 kW (150 PS)                   | Audi A1, Audi A3 8V, Audi A4 B9, Audi Q2, Audi Q3, Seat Alhambra II, Seat Leon III, Seat Ibiza IV, Seat Ateca, Škoda Octavia III, Škoda Superb III, Škoda Yeti, Golf VII, VW Golf Sportsvan, Passat B8, VW Sharan II, Tiguan, VW Tiguan II, VW Touran II             |
| 1,5 l (1498 cm³)                  | 110 kW (150 PS)                   | Audi A3 8V, Audi Q3 F3, Seat Arona, Seat Ibiza V, Škoda Karoq, Škoda Octavia III, VW Arteon, VW Golf VII, VW Golf Sportsvan, VW Polo VI, VW T-Roc |
| 1,8 l (1798 cm³)                  | 88 kW (120 PS)                    | Audi A4 B8, Seat Exeo |
| 1,8 l (1798 cm³)                  | 118 kW (160 PS)                   | Audi A3 8P, A4 B8, A5, TT 8J, Seat Altea, Altea XL, Leon II, Seat Toledo III, Exeo, Škoda Yeti, Octavia II, Superb II, VW Passat VI, Golf VI (Aktionsmodell), Passat CC                                                                                              |
| 1,8 l (1798 cm³)                  | 125 kW (170 PS)                   | Audi A5, A4 B8 |
| 1,8 l (1798 cm³)                  | 132 kW (180 PS)                   | Audi A3 8V, Seat Leon III, Škoda Octavia III, Škoda Superb III, VW Passat B8 |
| 1,8 l (1798 cm³)                  | 141 kW (192 PS)                   | Audi A1, Seat Ibiza Cupra, VW Polo V GTI |
| 2,0 l (1984 cm³)                  | 110 kW (150 PS)                   | VW-Bus T5 |
| 2,0 l (1984 cm³)                  | 125 kW (170 PS)                   | Audi A4 B7, A6 C6, Audi Q3, VW Tiguan |
| 2,0 l (1984 cm³)                  | 132 kW (180 PS)                   | Audi A4 B8, A5, Q5, Audi A6 C7, VW Scirocco III, VW Tiguan, VW Tiguan II, Skoda Kodiaq |
| 2,0 l (1984 cm³)                  | 136 kW (185 PS)                   | Seat Leon II Sport-Up |
| 2,0 l (1984 cm³)                  | 140 kW (190 PS)                   | Audi A4 Ultra (B9), Audi Q2, Seat Leon III, VW T-Roc |
| 2,0 l (1984 cm³)                  | 147 kW (200 PS)                   | Audi A3 8P, A4 B7, TT 8J, Seat Altea FR, Seat Alhambra II, Leon II FR, Exeo, Škoda Octavia II RS, Superb II, VW Beetle, VW Eos, Golf V GTI, Jetta V, Jetta VI, Passat VI, Passat CC, Scirocco III, Sharan II, Tiguan, VW Polo VI GTI                                 |
| 2,0 l (1984 cm³)                  | 150 kW (204 PS)                   | VW T5, VW T7 Multivan |
| 2,0 l (1984 cm³)                  | 155 kW (211 PS)                   | Audi A4 B8, A5, A6 C7, TT 8J, Q3, Q5, Seat Leon II FR, Exeo, VW Beetle, VW Eos, Golf VI GTI, Golf Cabriolet, Jetta VI, Passat CC, VW Passat B7, Scirocco III, Tiguan                                                                                                 |
| 2,0 l (1984 cm³)                  | 162 kW (220 PS)                   | Audi A4 B7, Seat Alhambra II, Škoda Octavia III RS, Škoda Superb III, VW Golf VII GTI, VW Passat B8, VW Polo R WRC, VW Scirocco III, Sharan II, VW Tiguan II |
| 2,0 l (1984 cm³)                  | 165 kW (225 PS)                   | Audi Q5, Audi A4 B8 |
| 2,0 l (1984 cm³)                  | 169 kW (230 PS)                   | Audi TT (8S), Audi Q5 (8R), Škoda Octavia III RS, VW Golf V GTI Edition 30, VW Golf V GTI Pirelli, VW Golf VII GTI „Performance“ |
| 2,0 l (1984 cm³)                  | 170 kW (231 PS)                   | Audi S1 |
| 2,0 l (1984 cm³)                  | 173 kW (235 PS)                   | VW Golf VI GTI Edition 35 |
| 2,0 l (1984 cm³)                  | 177 kW (240 PS)                   | Seat Leon II Cupra, VW Golf V GTI Limited Edition 240 |
| 2,0 l (1984 cm³)                  | 180 kW (245 PS)                   | VW Golf VII GTI „Performance“ 2017, Škoda Octavia III RS 245 |
| 2,0 l (1984 cm³)                  | 185 kW (252 PS)                   | Audi A4 B9 |
| 2,0 l (1984 cm³)                  | 188 kW (256 PS)                   | Audi A1 quattro |
| 2,0 l (1984 cm³)                  | 195 kW (265 PS)                   | Audi S3 8P, Seat Leon II Cupra R, Seat Leon III Cupra, VW Golf VI R Cabrio, VW Scirocco III R, VW Golf VII GTI Clubsport |
| 2,0 l (1984 cm³)                  | 199 kW (270 PS)                   | VW Golf VI R |
| 2,0 l (1984 cm³)                  | 200 kW (272 PS)                   | Audi TTS |
| 2,0 l (1984 cm³)                  | 206 kW (280 PS)                   | Seat Leon III Cupra, Scirocco III R, Škoda Superb III, VW Passat B8 |
| 2,0 l (1984 cm³)                  | 210 kW (286 PS)                   | Seat Leon II Copa Edition |
| 2,0 l (1984 cm³)                  | 213 kW (290 PS)                   | Seat Leon III Cupra 290, VW Golf GTI TCR |
| 2,0 l (1984 cm³)                  | 221 kW (300 PS)                   | Audi S3 8V, VW Golf VII R, Seat Leon III Cupra 300, Cupra Ateca |
| 2,0 l (1984 cm³)                  | 228 kW (310 PS)                   | Audi TTS (8S), Audi S3 (8V), VW Golf VII R, Seat Leon III Cupra R Limited Edition, VW Golf GTI „Clubsport S“, Cupra Formentor VZ |
| 2,0 l (1984 cm³)                  | 235 kW (320 PS)                   | Golf8 R |
|                                   | 245 kW (333 PS)                   | Golf8 R Performance |
|                                   | 265 kW (360 PS)                   | VW Golf R360S (Limitiert 220 Stück Schweiz) |
|                                   | 272 kW (370 PS)                   | Cupra III ST |
| Fünfzylinder-Reihenmotor          |                                   | |
| 2,5 l (2480 cm³)                  | 228 kW (310 PS)                   | RS Q3 (8U) |
| 2,5 l (2480 cm³)                  | 250 kW (340 PS)                   | Audi TT RS (8J), RS3 (8P), RS Q3 (8U) |
| 2,5 l (2480 cm³)                  | 265 kW (360 PS)                   | Audi TT RS plus (8J), Audi RS Q3 performance (8U) |
| 2,5 l (2480 cm³)                  | 270 kW (367 PS)                   | Audi RS3 (8V) |
| 2,5 l (2480 cm³)                  | 287 kW (390 PS)                   | Cupra Formentor VZ5 |
| 2,5 l (2480 cm³)                  | 294 kW (400 PS)                   | Audi RS3 (8V, 8Y), Audi TT RS (FV), Audi RS Q3 (F3) |
| 2,5 l (2480 cm³)                  | 299 kW (407 PS)                   | Audi RS3 Performance Edition (8Y) |
| Sechszylinder-V-Motoren           |                                   | |
| 2,9 l (2894 cm³)                  | 331 kW (450 PS)                   | Audi RS4 B9, Audi RS5 F5, Audi S6 C8, Audi S7 C8 |
| 3,0 l (2995 cm³)                  | 250 kW (340 PS)                   | Audi A6 C8, Audi A7 C8, Audi A8 D5, Audi Q7 4M, Audi Q8 4M, VW Touareg III |
| 3,0 l (2995 cm³)                  | 260 kW (354 PS)                   | Audi S4 B9, Audi S5 F5, Audi SQ5 FY |
| Achtzylinder-V-Motoren            |                                   | |
| 4,0 l (3993 cm³)                  | 309 kW (420 PS)                   | Audi S6 C7, S7 |
| 4,0 l (3993 cm³)                  | 382 kW (520 PS)                   | Audi S8 D4 |
| 4,0 l (3993 cm³)                  | 412 kW (560 PS)                   | Audi RS6 C7, Audi RS7 |
| 4,0 l (3996 cm³)                  | 441 kW (600 PS)                   | Audi RS6 C8, Audi RS7 C8 |
| 4,0 l (3993 cm³)                  | 445 kW (605 PS)                   | Audi RS6 C7 (Performance), Audi RS7 (Performance), Audi S8 plus |
| 4,0 l (3996 cm³)                  | 463 kW (630 PS)                   | Audi RS6 C8 (Performance), Audi RS7 C8 (Performance), Audi RS6 GT C8 |
| Zehnzylinder-V-Motor              |                                   | |
| 5,0 l (4991 cm³)                  | 426 kW (580 PS)                   | Audi RS6 C6 |

## TSI und TFSI als Kompressoraufladung
2008 erschien unter der Bezeichnung TFSI auch ein 3-Liter-V6-Motor mit Kompressoraufladung (Schraubenverdichter). Dieser wird seit 2010 als TSI auch für das Hybrid-Modell der neuen Generation des VW Touareg eingesetzt. Durch diese Aufladevariante bietet das Aggregat ein vergleichbar hohes Drehmoment wie ein Saugmotor mit größerem Hubraum bei zugleich niedrigerem Verbrauch.
| Hubraum | Leistung        | Verwendung                        |
| ------- | --------------- | --------------------------------- |
| 3,0 l   | 200 kW (272 PS) | Audi A4 B8, A5, Q5, Q7            |
| 3,0 l   | 213 kW (290 PS) | Audi A6 C6, A8 D4                 |
| 3,0 l   | 220 kW (300 PS) | Audi A6 C7, A7                    |
| 3,0 l   | 228 kW (310 PS) | Audi A6 C7, A7                    |
| 3,0 l   | 245 kW (333 PS) | Audi S4 B8, S5, Q7, VW Touareg II |

## Ölabstreifring-Problematik – Ölverbrauch
Im Laufe des Betriebs und während der Produktion der 1,8- und 2,0-Liter-TFSI- und TSI-Motoren des VAG-Konzern der Jahre 2008 bis 2011 wurden massive Ölverbrauchsproblematiken bekannt, die sich auf falsch konstruierte Kolbenringe zurückführen ließen. Es handelt sich dabei um den unteren Ölabstreifring, der mit mikroskopisch kleinen Bohrlöchern zur Ölrückführung versehen wurde. Diese verkoken während des Betriebs und setzen sich zu. Dadurch kommt es zu Abdichtungsproblemen, wodurch Motoröl am Kolben vorbei in den Brennraum gelangt und verbrannt wird. Die Problematik ist in Werkstattkreisen bekannt und kann nur durch einen Austausch der Kolben und Kolbenringe behoben werden. Man geht davon aus, dass das LongLife-Ölwechselintervall mitverantwortlich ist. Fahrzeuge ohne Kolbenringumbau sind im Allgemeinen ebenfalls mit einer latenten Ölverbrauchsproblematik behaftet. Umgebaute Motoren wurden komplett zerlegt - das Getriebe wurde demontiert, der Motor geöffnet, die Kolben gezogen und mit einer speziellen Nut und den aktuellen Ölabstreifringen mit Wellenmuster in neue oder die vorhandenen Kolben integriert. Im Zuge dieser Arbeiten wird üblicherweise der komplette Steuerkettentrieb durch ein verstärktes Neuteilset ersetzt.

## Darstellung der Varianten

TSI-Logo

Von außen sind die Motoren an der VW-typischen Farbgebung zu erkennen. Grundsätzlich gilt: Gibt es in einem Modell TSI-Motoren mit unterschiedlicher Leistung bei gleichem Hubraum, so ist bei dem Fahrzeug mit geringerer Leistung keiner der Buchstaben rot gefärbt. Das Modell mit dem leistungsstärkeren Motor hat den Buchstaben „I“ in roter Farbe am Heck.
Beispiele:
Beim 90-kW-TSI-Motor mit 1,4 Litern Hubraum, der in verschiedenen VW-Modellen erhältlich ist, ist das „I“ rot eingefärbt. Der stärkere 118-kW-TSI trägt das „S“ und das „I“ in roter Farbe auf der Heckklappe (Eine Ausnahme bilden jedoch das Golf VI Cabriolet und der Tiguan, hier sind alle Buchstaben rot). Beim 2,0 Liter großen TSI-Motor mit 125 kW ist das „I“ rot und beim 147 kW bzw. 155 kW sind stets die „SI“-Buchstaben rot eingefärbt.